# Nastola

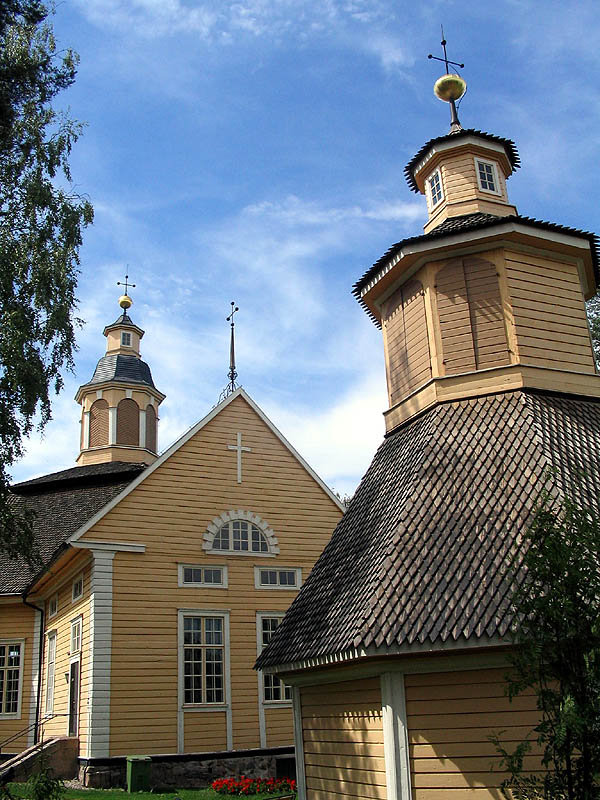
Kerk van Nastola

Nastola is een voormalige gemeente in het Finse landschap (maakunta) regio Päijät-Häme. De gemeente had een oppervlakte van 325 km² en telde 14.684 inwoners in 2003. Sinds 2016 maakt Nastola deel uit van Lahti.

## Geboren in Nastola
Valtteri Bottas (1989) Formule 1 coureur
Asikkala · Hartola · Heinola · Hollola · Kärkölä · Lahti · Orimattila · Padasjoki · Sysmä
Voormalige gemeenten:
Artjärvi · Hämeenkoski · Heinolan maalaiskunta · Nastola